# 김원경 (로봇공학자)
김원경(金元經, 1965년 10월 25일 ~ )은 대한민국의 기업인이다. 주식회사 라온테크의 대표이사이다.

## 학 력
ㆍ 한양대학교 기계공학과 학사
ㆍ 한국과학기술원(KAIST) 기계공학과 석사

## 경 력
ㆍ 1990년 ~ 1999년 : 대우중공업 (現두산인프라코어) 선임연구원
ㆍ 2000년 : 現 주식회사 라온테크 설립
ㆍ 2002년 : 반도체 이송 로봇 개발
ㆍ 2003년 : 반도체 & Display 로봇 개발
ㆍ 2006년 : 고속EFEM 모듈 개발
ㆍ 2015년 : 코넥스(KONEX)상장
ㆍ 2016년 : 대한민국 로봇대상 수상 (산업통상자원부, 산업포장)
ㆍ 2021년 : 코스닥(KOSDAQ) 이전상장
ㆍ 2022년 : '소부장 으뜸기업' 선정

## 경영철학
"사람에게 가치 있는 로봇 솔루션을 제공" 하는 것을 기업의 미션으로 설정하고 고객, 직원, 주주들을 다 행복하게 하는 것을 경영의 최우선으로 생각하며, 기업에서 추구하는 핵심 가치는 " 시간(Time), 속도(Speed), 신뢰(Confidence)"이다.
시간(Time)은 시기의 중요성과 대체 불가한 시간의 가치를 강조하며, 속도(Speed)는 급변하는 환경과 경쟁에서 살아남기 위한 속도의 중요성을 인식하게 되고, 신뢰(Confidence)는 사람과 조직 간의 믿음이 모든 일의 기본임을 되새기기 위함을 뜻한다. 
위 세 가지의 핵심가치는 당사에서 개발하는 로봇 제품의 컨셉으로 융화되어 고객에게 브랜드 이미지화하고, 임직원의 업무 및 행동 지침으로도 공유되고 있으며, 목표와 가치를 공유하는 임직원들과 함께 지속 성장하는 기업을 만드는 것이다. 

## 같이 보기
- 지능형 로봇
- 로봇산업
- 로봇인
- 로봇공학자
- 라온테크